# Halle aux grains de Toulouse
Résidence
La Halle aux Grains est une salle de concert symphonique située dans le centre-ville de Toulouse. Elle accueille en résidence l'Orchestre national du Capitole de Toulouse.

## Situation géographique
La Halle aux Grains se situe sur la place Dupuy, à l'extrémité sud du quartier Saint-Aubin. Le monument aux morts, à la jonction des allées François-Verdier, du boulevard Lazare-Carnot et de la rue de Metz, est situé à proximité immédiate. Depuis l'ouverture de la ligne B du métro de Toulouse, la Halle aux Grains est desservie par la station de métro François Verdier.

## Histoire
Située à deux pas du canal du Midi, en plein centre de la « ville rose », la Halle aux grains est avec le théâtre du Capitole, un des hauts lieux de la musique à Toulouse. Connue pour son acoustique d'exception, elle se distingue par son architecture en hexagone, toute de briques rouges et de galets.
Élevée en 1861 pour accueillir les céréales acheminées par bateaux jusqu'au port Saint-Sauveur, elle sert de marché couvert aux grains jusque dans les années 1940. En 1952, on y construit des gradins et le marché d'origine laisse place à une salle de spectacles aussi divers que des concerts de rock, de variétés, du cirque ou des combats de boxe. Son acoustique particulière en fait depuis le milieu des années 1970 le repère de l'Orchestre national du Capitole dirigé par Michel Plasson, qui assure la saison symphonique de la salle et y joue Bach, Beethoven, Brahms, Debussy, Gershwin, Mahler, Mozart ou Stravinsky. Rénovée en l'an 2000 pour un meilleur accueil du public, la Halle aux grains de Toulouse voit aussi se produire des opérettes, des opéras comiques, de grands interprètes ou des one-man shows lors du Printemps du rire.

### Le marché

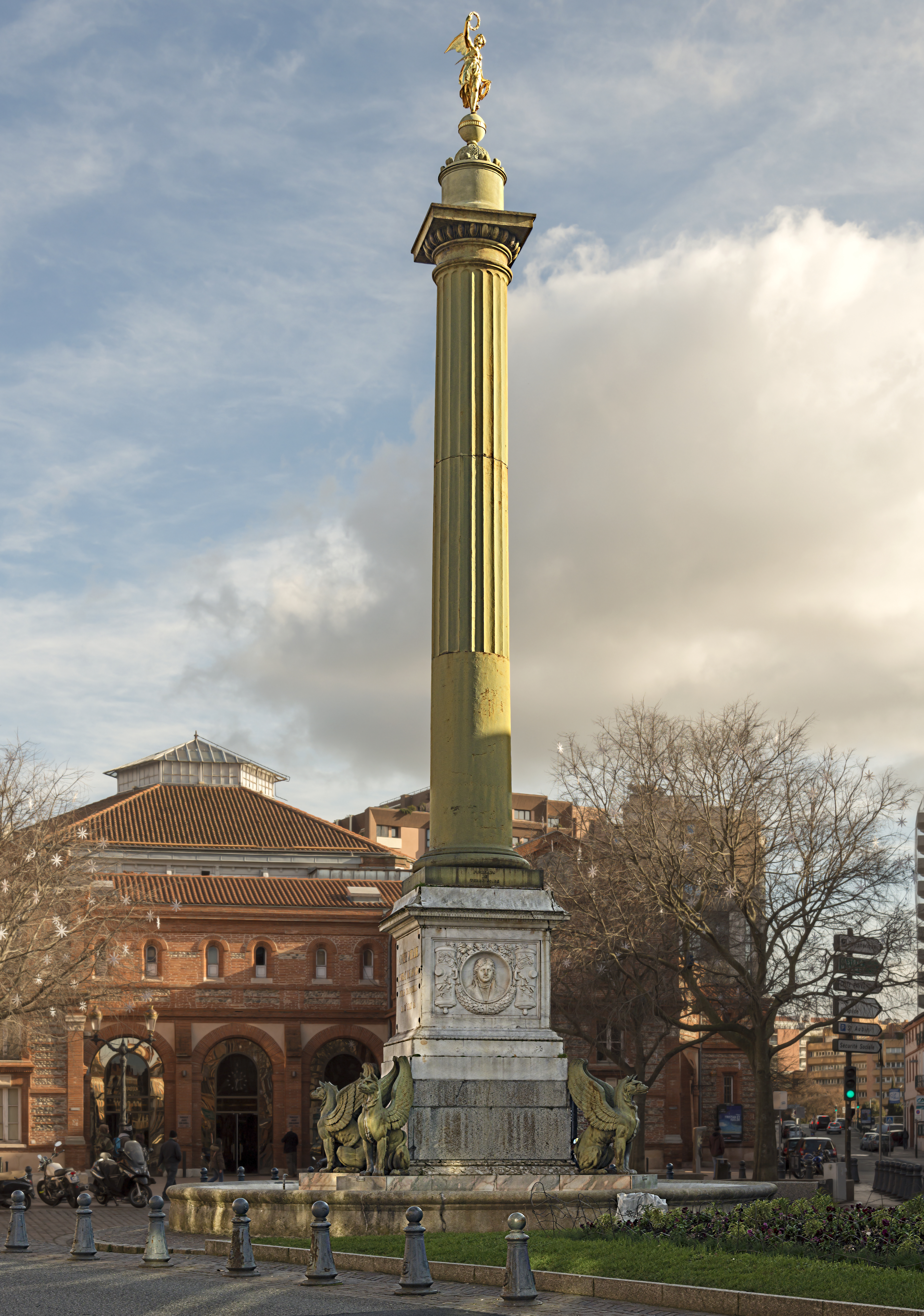
La colonne Dupuy devant la Halle aux grains.

En 1864, André Denat, architecte de la ville, produit les plans de ce marché aux céréales couvert. Mais les échanges commerciaux passant par le Canal du Midi commencent à diminuer à partir de 1930, et en 1952, la Halle aux Grains est reconvertie en Palais des Sports.

### L'Orchestre du Capitole
En 1974, Michel Plasson découvre cette grande salle et y fait se produire l'Orchestre du Capitole de Toulouse dans l'intégrale des symphonies et concertos de Ludwig van Beethoven. C'est un succès et la salle devient le lieu de résidence de l'orchestre.
En 1988 et en 2000, la mairie améliore l'état du bâtiment en matière de scénographie, d'acoustique et d'accessibilité. Aujourd'hui cette salle est reconnue pour ses qualités acoustiques.
Le 13 février 2008 et le 24 février 2016, les Victoires de la musique classique se sont déroulées dans ce bâtiment.

### La salle de concert
La salle a une capacité de 2 200 personnes assises tout autour de l'orchestre. La scène comporte des plateaux mobiles permettant de placer rapidement un piano en scène, par exemple.

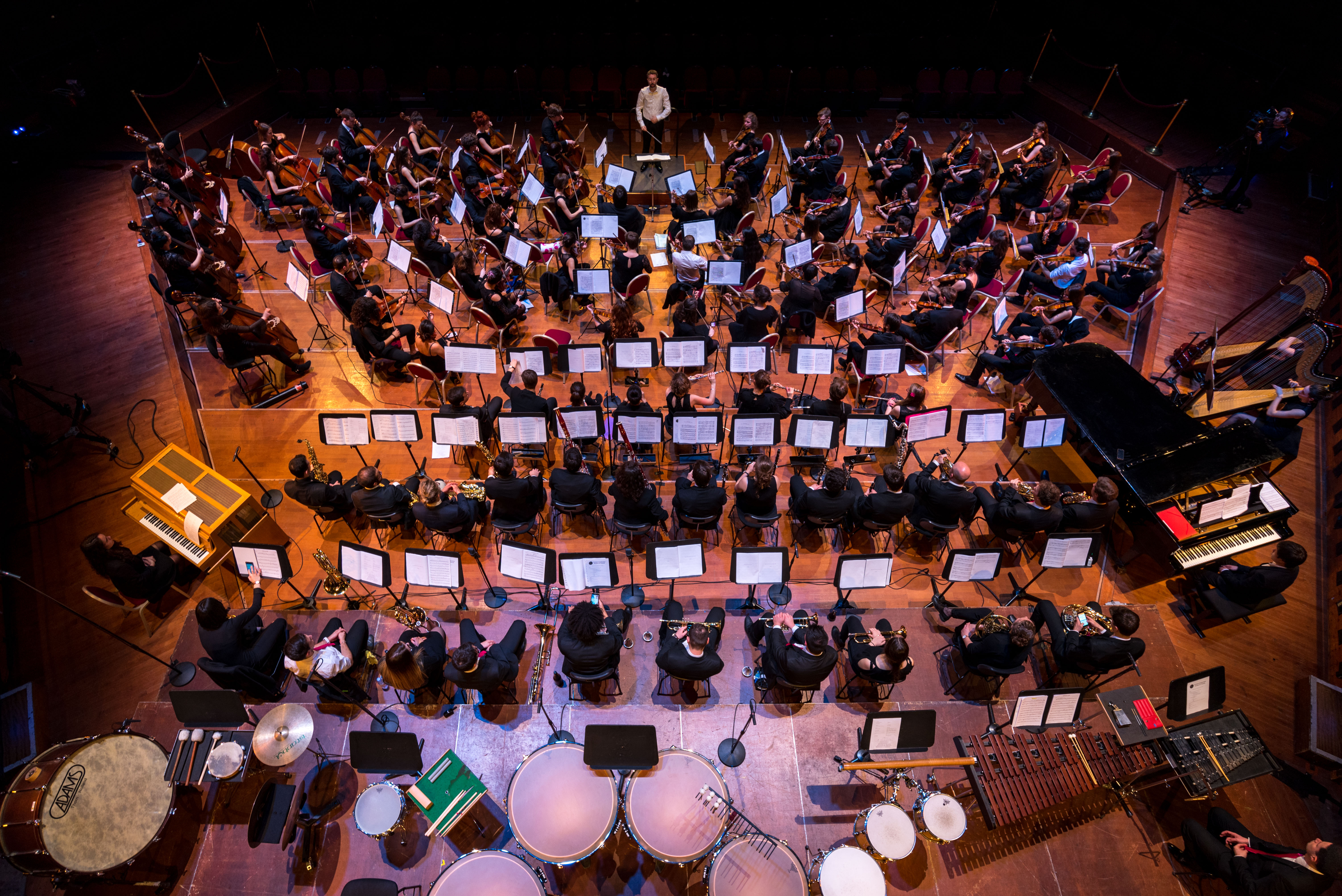
Scène de la Halle aux Grains, lors d'un concert de l'OSET (Orchestre Symphonique Étudiant de Toulouse)

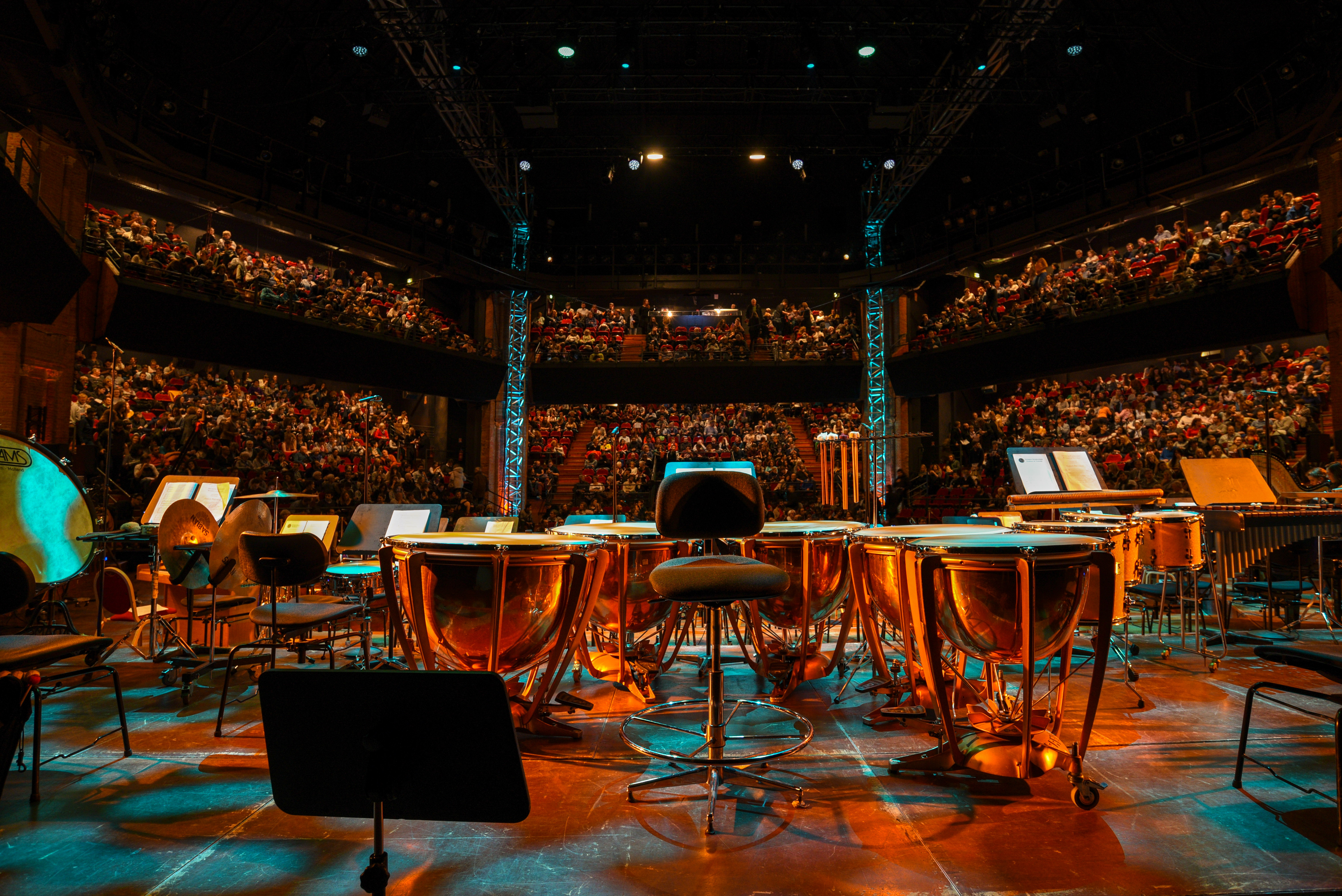
Vue de la salle de la Halle aux Grains